# Puskás Ferenc Stadion
A Puskás Ferenc Stadion (2002-ig Népstadion) 68 976 férőhelyes, sport-, illetve zenei rendezvények lebonyolítására alkalmas létesítmény volt, a magyar labdarúgó-válogatott elsődleges hazai pályája lebontásáig. A lebontott stadion helyén épült meg az új Puskás Aréna, amelyben 2019. november 15-én volt az első labdarúgó-mérkőzés. A Népstadion első igazgatója Németh Imre olimpiai bajnok kalapácsvető volt.

## Története

### Tervek a megvalósításra

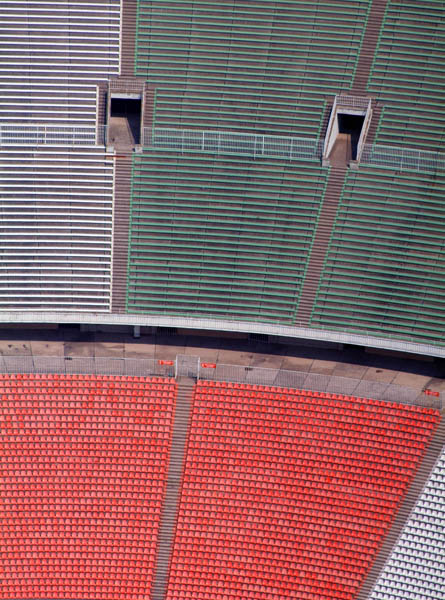
A felújított stadion lelátója 2008-ban

Már 1896-ban megszületett egy nagy budapesti stadion elképzelése, amikor felmerült, hogy az első újkori olimpia a magyar fővárosban lehetne. A kezdeti vonakodás után a görögök mégis megrendezték Athénban az olimpiát, a stadion terve azonban továbbra is napirenden maradt. A magyar sport nemzetközi sikereinek hatása ezt az igényt csak fokozta.
Az első elképzelések a Vérmezőre álmodták a stadiont, de a XI. kerületi Nádor-kert és a Kerepesi út környéke is szóba jött, ahonnan a Magyar Lovaregylet elköltözött. A gazdasági helyzet azonban nem tette lehetővé egy nagy sportberuházás elkezdését. A téma később nagy nyilvánosságot kapott, 1924-ben törvényt hoztak egy új stadion építésére, s a sportadót is bevezették – de a befolyt összeget nem arénaépítésre költötték. Ebben az évben Hajós Alfréd olimpiai úszóbajnok a stadion terveivel szellemi olimpiai ezüstérmet nyert, ám az ő elképzelései sem valósultak meg.

A harmincas évek elején az óbudai Aranyhegy oldalában, a Városligetben, a Margit- vagy a Népszigeten, Lágymányoson vagy a Pasaréten gondolták elhelyezni az arénát, a háború azonban ismét megakadályozta a megvalósítást.

#### A második világháború után
1945-ben az országgyűlés megszavazta a stadion költségeit, amely belekerült a hároméves tervbe is. Az Építéstudományi Intézetet (ÉTI) bízták meg az elhelyezés kérdésének vizsgálatával. 1947-ben egy osztrák–magyar meccsen leszakadt az Üllői úti Fradi-pálya tribünje, 250 ember zuhant le, s csak a véletlenen múlt, hogy senki sem halt meg. A közmunkatanács 1947-ben döntött úgy, hogy az Istvánmezőn a régi pesti lóversenypálya helyén egy hatvanezres “Népi Stadion” fog felépülni. Ez felgyorsította az előkészítő munkálatokat, 1948-ban az ÉTI tervezői, Dávid Károly, Juhász Jenő és Kiss Ferenc elkészítették az első vázlatterveket, 70 ezer fő befogadóképességű stadiont képzeltek el a Kerepesi út–Dózsa György út–Thököly út közti területre. Az építményt 90%-ban előregyártott elemekből tervezték, építésze Dávid Károly, statikusa Gilyén Jenő volt.

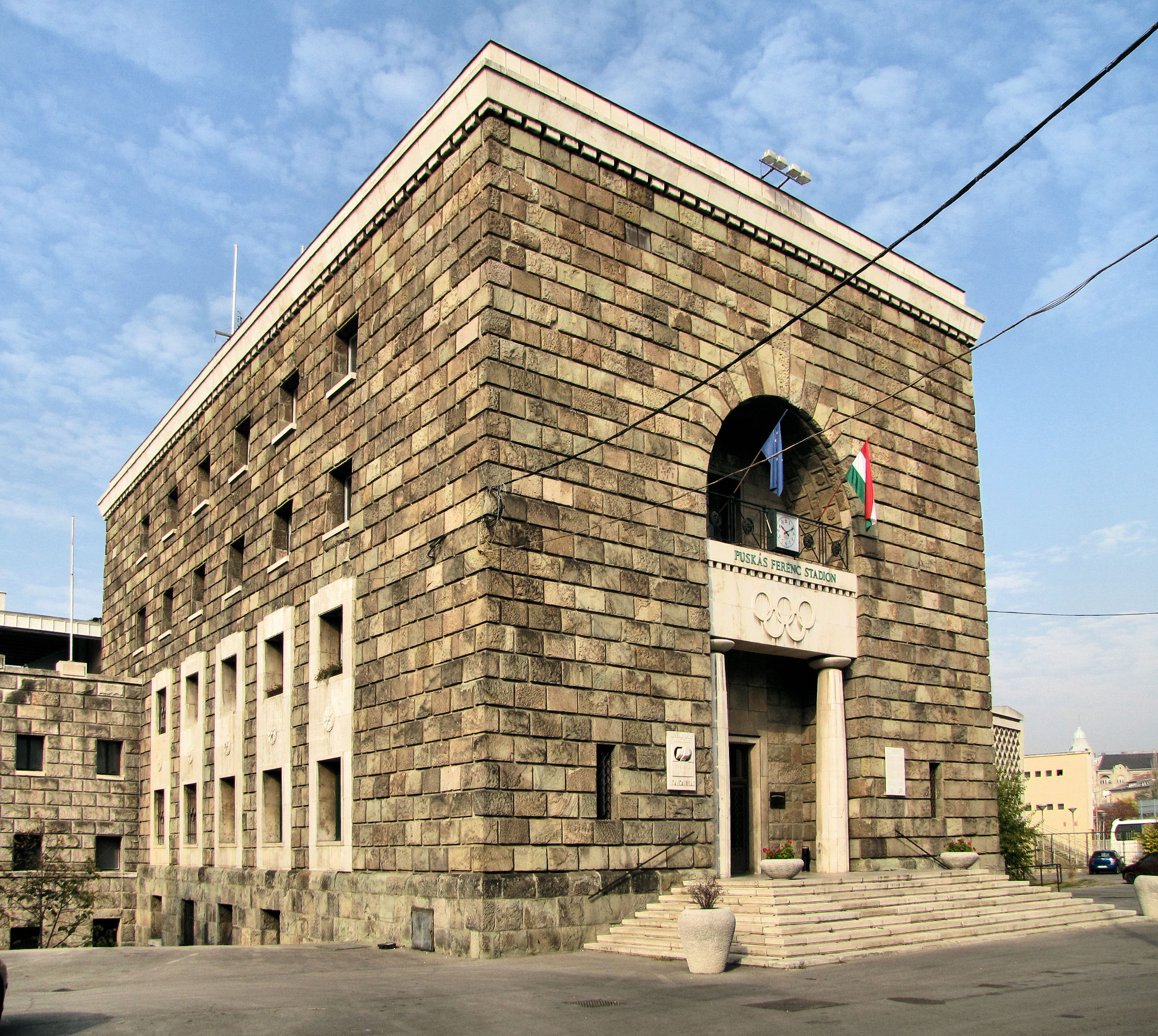
A stadion toronyépülete és bejárata

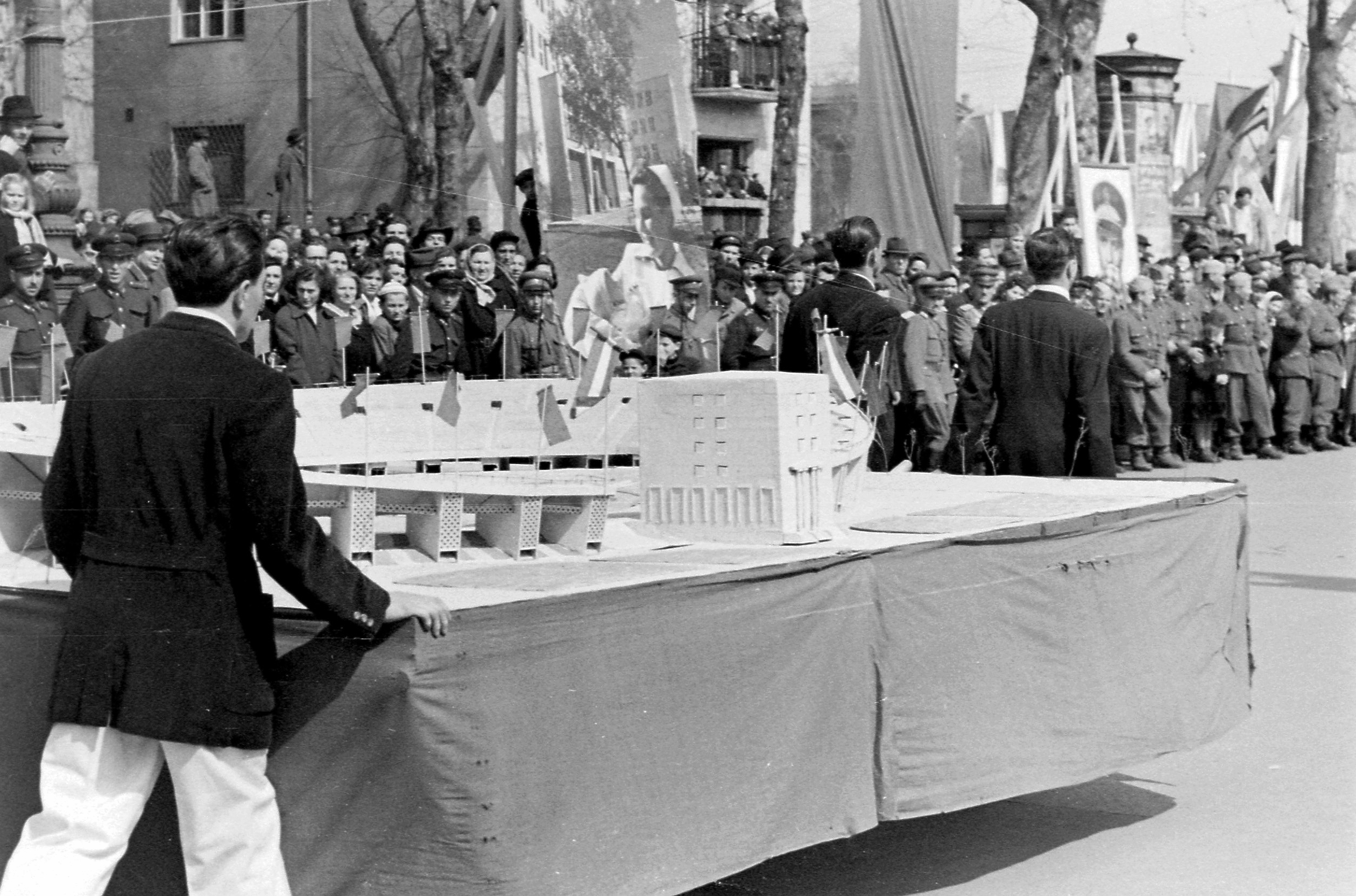
A Népstadion makettje egy felvonuláson (1952)

A stadiont a későbbiekben 100 ezer fősre akarták bővíteni. A lelátókat 18 óriási pilon tartotta, északi és déli oldalára egy-egy maratoni kapu, a nyugati oldalra a díszpáholy, a keletire az öltöző épülete és a játékoskijáró került.

Az építkezés – végleges tervek nélkül – 1948. július 13-án kezdődött el, a Stadionépítő Vállalat kivitelezésében.

### A stadion építése
Az első kapavágást a régi lóversenypálya 27 hektáros telkén Hegyi Gyula, az Országos Testnevelési és Sport Bizottság (OTSB) elnöke tette meg. A főváros lakossága lelkesen azonosult az üggyel, rengetegen vettek részt önként a munkában, amint Puskás Ferenc és az Aranycsapat tagjai is. A helyszínen hét üzemben gyártották előre az elemeket, köztük a 20-24 tonnás vasbeton gerendákat. 664 ezer köbméter földet mozgattak meg, 84 nagy építőgép dolgozott az építkezésen, daruk, mozdonyok, exkavátorok, szállítószalagok, úthengerek és betonkeverők. A munka során 45 ezer köbméter betont, 2,5 ezer tonna betonvasat dolgoztak be, 24 ezer tribünelemet és közel 15 ezer lépcsőelemet helyeztek el. A világításhoz és az eredményjelző berendezésekhez 18 ezer izzóra volt szükség, 150 ezer folyóméter vezetéket építettek be.
Az első ötéves terv célkitűzései között is szerepelt a hatalmas stadion építésének befejezése: „Befejezzük és 70 ezer néző befogadására építjük ki a budapesti Népstadiont, 30 millió forint költséggel. A sport-célokra fordított jelenlegi évi 120 millió forint az ötéves terv folyamán 240 millióra emelkedik, nem számítva a beruházásokat. Az ötéves terv teljesítményei a testnevelés és a kultúra terén hozzájárulnak a cél megvalósításához: művelt, erős népet –szabad, független hazában!”
Végül a stadion építési költségei az akkori árakon 160 millió forintot tettek ki. A stadiont a szocreál építőművészet jegyében munka közben is majdnem áttervezték, de ez pénz- és időhiány miatt végül elmaradt.
Miután a Szabad Európa Rádió jelentette: megrepedtek a gerendák, emiatt nem tudják időre befejezni a létesítményt, négy minisztert tettek felelőssé az 1953. augusztus 20-ai befejezésért, s Farkas Mihály honvédelmi miniszter ezer katonát rendelt ki az építkezésre. Így a korszak presztízsberuházása határidőre elkészült, hivatalosan 78 ezer fős lelátóval. A tervezett százezres tribün sosem valósult meg.

### A Népstadion átadása
A Népstadion megnyitására 1953. augusztus 20-án került sor, nagyszabású ünnepség keretében, díszfelvonulással, zászlós parádéval. Jelen volt Avery Brundage, a Nemzetközi Olimpiai Bizottság elnöke is, aki a sajtóteraszon kapott ülőhelyet, mivel „a nép nagy vezére”, Rákosi Mátyás nem volt hajlandó egy imperialista ország polgárával megosztani a díszpáholyt. 12 ezer tornász lépett fel, majd 2100 sportoló vonult körbe a futópályán, ezután az OTSB elnöke, Hegyi Gyula tartott nyitóbeszédet. A magyar zászlót a Himnusz hangjai mellett Csermák József olimpiai bajnok kalapácsvető vonta fel. Ekkor tízezer galambot eresztettek szabadon, majd a Norvégia–Magyarország atlétikai viadal második versenynapját rendezték meg. A magyar együttes 140,5:71,5 arányban győzött.
Ezután a Budapesti Honvéd–Szpartak Moszkva labdarúgó mérkőzésen a 3–2-re nyert a magyar csapat. A tornabemutató záró képe egy vörös csillagból kiemelkedő gúla volt, amelynek tetején a Szabadság-szobor nőalakja magasodott ki. Ezután még egy 400 fős népi táncegyüttes lépett fel, majd a program a Magyar A–Magyar B női válogatott mérkőzésével zárult, a végeredmény 7–3 volt.
A Népstadion első igazgatója a szintén olimpiai bajnok kalapácsvető, Németh Imre lett. Az aréna 1959-ben négy darab vasbeton oszlopra szerelt reflektorokkal térvilágítást kapott és 83 ezer főre bővítették a lelátókat.

#### Sportesemények a Népstadionban az 1950-es években

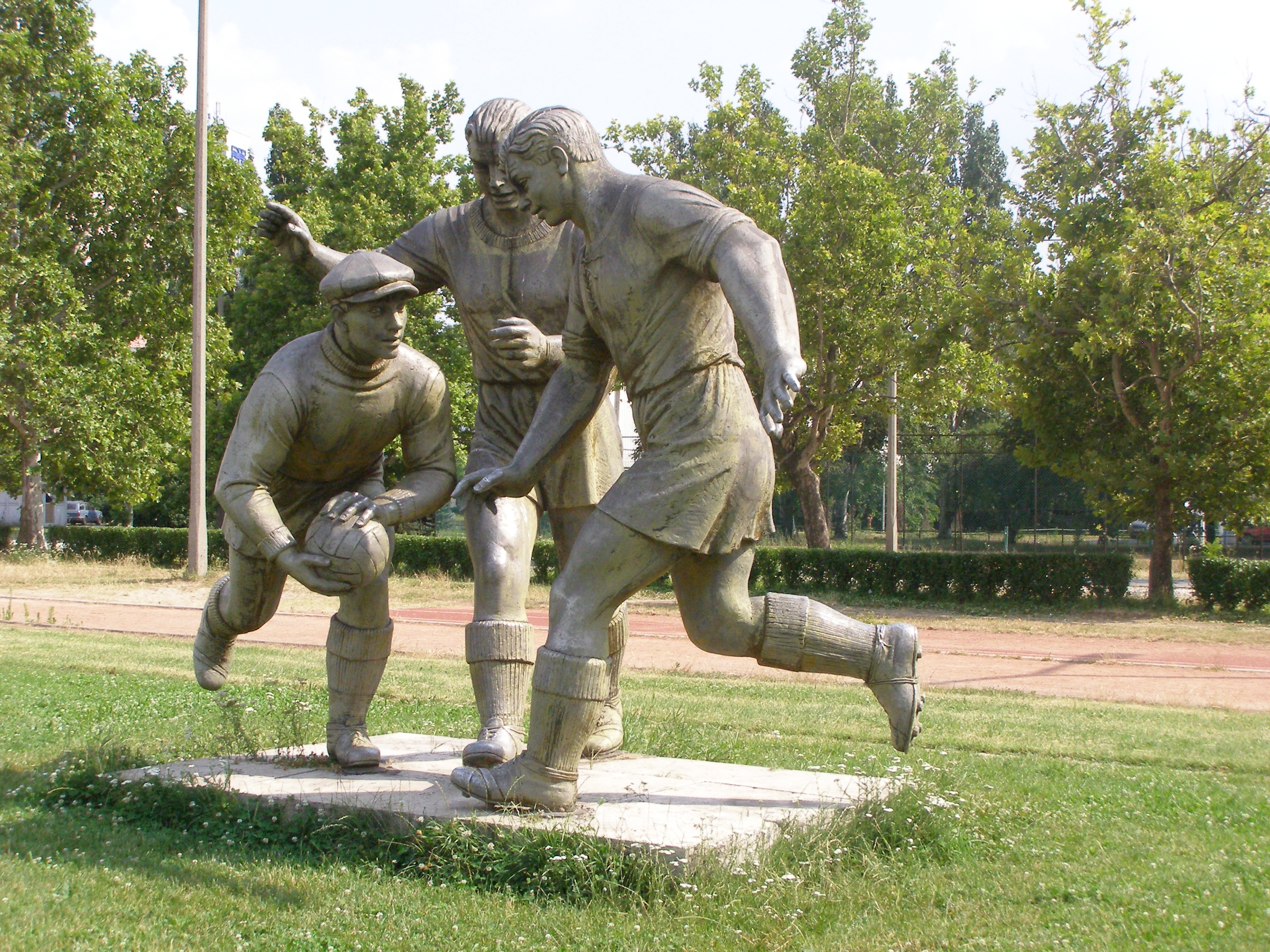
A Dromosz szoborpark „Labdarúgók” szoborcsoportja, Mikus Sándor alkotása (1958)

A stadion számos nagy sportesemény színhelye volt, itt csak az 1954-es Főiskolai Világbajnokságot, az 1954-es, 7–1-es magyar győzelemmel végződött magyar–angol labdarúgó-mérkőzést, s Kovács József 5000 m-es győzelmét említjük a szovjet Kuc felett. A legtöbben, 104 ezren az osztrák–magyar mérkőzést nézték meg 1955-ben. Később megszüntették az állóhelyeket, ez csökkentette a befogadóképességet. A Népstadion létesítményéhez tartozott a Dromosz nevű szoborpark is.

#### A stadion a rendszerváltást követően
A stadionban számos kulturális rendezvényt, megakoncerteket is tartottak az elmúlt évtizedek alatt. Az 1990-es években az építmény felújítása során megerősítették a felső lelátó szerkezetét és lefedték a sajtópáholyt. A létesítményt 2002. április 2-án nevezték át a legendás játékos neve után Puskás Ferenc Stadionnak.

### A stadion lebontása
Az ezredfordulóra az épület állapota rendkívül leromlott. Különféle tervek születtek felújítására, bővítésére, illetve újjáépítésére, de csak az életveszélyes felső karéjt erősítették meg. A régi stadiont végül 2016-ban lebontották. A helyén épült fel az új Puskás Aréna, amelyben 2019. november 15-én tartották meg az első labdarúgó mérkőzést.

## Néhány koncert a stadionban
- 1965 – Louis Armstrong
- 1986 – Queen
- 1987 – Genesis
- 1988 – Human Rights koncert: Peter Gabriel, Sting, Bruce Springsteen, Tracy Chapman, Youssou N’Dour, Hobo, Bródy János
- 1990 – Illés + István, a király előadás
- 1991 – AC/DC, Metallica, Mötley Crüe, Queensrÿche (Monsters of Rock Festival)
- 1992 – Guns N’ Roses
- 1992 – Bryan Adams, előzenekar: Extreme (Rockoko Fesztivál)
- 1993 – U2
- 1993 – Jean-Michel Jarre
- 1994 – Omega
- 1995 – Hungária
- 1995 – The Rolling Stones
- 1996 – Michael Jackson
- 1996 – Tina Turner
- 1999 – Omega, előzenekar: P. Mobil
- 2000 – Michael Flatley (Lord of the Dance)[6]
- 2001 – Illés, Metro, Omega (Szuperkoncert)
- 2004 – Omega
- 2005 – Neoton Família
- 2006 – Depeche Mode
- 2006 – Robbie Williams
- 2007 – George Michael
- 2007 – The Rolling Stones
- 2009 – Depeche Mode
- 2010 – Metallica
- 2013 – Depeche Mode
- 2013 – Roger Waters